# Cratere Warra
Warra  è un cratere sulla superficie di Marte.